# Tour de Pekín 2011
La 1ª edición del Tour de Pekín se disputó entre el 5 y el 9 de octubre de 2011, contó con un recorrido de 618 km distribuidos en cinco etapas, con inicio y final en el Estadio Nacional de Pekín.
La carrera formó parte del UCI WorldTour 2011.
Participaron los 18 equipos de categoría UCI ProTeam (al ser obligada su participación); más una selección de china (con corredores de equipos de los Circuitos Continentales UCI) bajo en nombre de Chinese National Cycling Team. Formando así un pelotón de 147 ciclistas, con 8 corredores cada equipo (excepto el HTC-Highroad, Omega Pharma-Lotto, Leopard-Trek, Garmin-Cervelo y Vacansoleil-DCM que salieron con 7), de los que acabaron 139.
El ganador final fue Tony Martin tras hacerse con la etapa contrarreloj consiguiendo una ventaja suficiente como para alzarse con la victoria. Le acompañaron en el podio David Millar y Chris Froome, respectivamente.
En las clasificaciones secundarias se impusieron Denis Galimzyanov (puntos), Igor Antón (montaña), Benjamin King (jóvenes) y Sky (equipos).

## Etapas
| Etapa | Fecha        | Recorrido                                                   | km         | Ganador           | Líder       |
| ----- | ------------ | ----------------------------------------------------------- | ---------- | ----------------- | ----------- |
| 1ª    | 5 de octubre | Estadio Nacional de Pekín-Centro Acuático Nacional de Pekín | 11,3 (CRI) | Tony Martin       | Tony Martin |
| 2ª    | 6 de octubre | Estadio Nacional de Pekín-Mentougou                         | 137        | Heinrich Haussler | Tony Martin |
| 3ª    | 7 de octubre | Mentougou-Yanqing                                           | 162        | Nicolas Roche     | Tony Martin |
| 4ª    | 8 de octubre | Yanqing-Parque Olímpico de Remo-Piragüismo de Shunyi        | 189,5      | Elia Viviani      | Tony Martin |
| 5ª    | 9 de octubre | Plaza de Tian'anmen-Estadio Nacional de Pekín               | 118        | Denis Galimzyanov | Tony Martin |

## Clasificaciones finales

### Clasificación general
| Posición | Ciclista               | Equipo             | Tiempo      |
| -------- | ---------------------- | ------------------ | ----------- |
|          | Tony Martin            | HTC-Highroad       | 13h 39' 11" |
| 2        | David Millar           | Garmin-Cervélo     | + 17"       |
| 3        | Chris Froome           | Sky                | + 26"       |
| 4        | Steve Cummings         | Sky                | + 35"       |
| 5        | Olivier Kaisen         | Omega Pharma-Lotto | + 39"       |
| 6        | Luis León Sánchez      | Rabobank           | + 41"       |
| 7        | Jean-Christophe Péraud | Ag2r La Mondiale   | + 43"       |
| 8        | Andriy Grivko          | Astana             | m.t.        |
| 9        | Dario Cataldo          | Quick Step         | m.t.        |
| 10       | Niki Terpstra          | Quick Step         | + 46"       |

### Clasificación por puntos
| Posición | Ciclista           | Equipo              | Puntos |
| -------- | ------------------ | ------------------- | ------ |
|          | Denis Galimzyanov  | Katusha             | 41     |
| 2        | Elia Viviani       | Liquigas-Cannondale | 39     |
| 3        | Heinrich Haussler  | Garmin-Cervélo      | 30     |
| 4        | Alexander Kristoff | BMC Racing          | 28     |
| 5        | Juan José Haedo    | Saxo Bank Sungard   | 27     |

### Clasificación de la montaña
| Posición | Ciclista        | Equipo            | Puntos |
| -------- | --------------- | ----------------- | ------ |
|          | Igor Antón      | Euskaltel-Euskadi | 22     |
| 2        | Lloyd Mondory   | Ag2r-La Mondiale  | 18     |
| 3        | Thomas De Gendt | Vacansoleil-DCM   | 17     |
| 4        | Nicolas Roche   | Ag2r-La Mondiale  | 16     |
| 5        | Tiago Machado   | RadioShack        | 16     |

### Clasificación de los jóvenes
| Posición | Ciclista          | Equipo              | Tiempo      |
| -------- | ----------------- | ------------------- | ----------- |
|          | Benjamin King     | RadioShack          | 13h 40' 01" |
| 2        | Bart De Clercq    | Omega Pharma-Lotto  | + 2"        |
| 3        | Dennis Van Winden | Rabobank            | + 6"        |
| 4        | Daniel Oss        | Liquigas-Cannondale | + 8"        |
| 5        | Tanel Kangert     | Astana              | + 10"       |

### Clasificación por equipos
| Posición | Equipo             | Tiempo      |
| -------- | ------------------ | ----------- |
|          | Sky                | 40h 58' 58" |
| 2        | Omega Pharma-Lotto | + 59"       |
| 3        | Rabobank           | + 1' 08"    |
| 4        | QuickStep          | + 1' 10"    |
| 5        | RadioShack         | + 1' 11"    |

## Evolución de las clasificaciones
| Etapa (Vencedor)             | Clasificación general | Clasificación por puntos | Clasificación de la montaña | Clasificación de los jóvenes | Clasificación por equipos |
| ---------------------------- | --------------------- | ------------------------ | --------------------------- | ---------------------------- | ------------------------- |
| 1ª etapa (Tony Martin)       | Tony Martin           | Tony Martin              | no se entregó               | Alex Dowsett                 | Sky                       |
| 2ª etapa (Heinrich Haussler) | Tony Martin           | Tony Martin              | Thomas De Gendt             | Alex Dowsett                 | Sky                       |
| 3ª etapa (Nicolas Roche)     | Tony Martin           | Christopher Froome       | Igor Antón                  | Benjamin King                | Sky                       |
| 4ª etapa (Elia Viviani)      | Tony Martin           | Denis Galimzyanov        | Igor Antón                  | Benjamin King                | Sky                       |
| 5ª etapa (Denis Galimzyanov) | Tony Martin           | Denis Galimzyanov        | Igor Antón                  | Benjamin King                | Sky                       |
| Final                        | Tony Martin           | Denis Galimzyanov        | Igor Antón                  | Benjamin King                | Sky                       |